# Counsel River
Der Counsel River ist ein Fluss im Westen des australischen Bundesstaates Tasmanien.

## Geografie

### Flusslauf
Der Fluss entspringt an den Osthängen des Mount Hobhouse, einem Berg an der Nordostgrenze des Franklin-Gordon-Wild-Rivers-Nationalparks. Von dort fließt er nach Ost-Südosten und mündet rund fünf Kilometer südlich von Tarraleah in den Derwent River.

### Nebenflüsse mit Mündungshöhen
- Hanlon Creek – 558 m[1]